# Lądowisko Maków Mazowiecki-Szpital
Lądowisko Maków Mazowiecki-Szpital – lądowisko sanitarne w Makowie Mazowieckim, w województwie mazowieckim, położone przy ul. Witosa 2. Przeznaczone jest do wykonywania startów i lądowań śmigłowców sanitarnych i ratowniczych o dopuszczalnej masie startowej do 5700 kg w dzień i w nocy.
Zarządzającym lądowiskiem jest Samodzielny Publiczny Zakład Opieki Zdrowotnej - Zespół Zakładów Lecznictwa Otwartego i Zamkniętego im. Duńskiego Czerwonego Krzyża w makowie Mazowieckim. W roku 2013 zostało wpisane do ewidencji lądowisk Urzędu Lotnictwa Cywilnego pod numerem 239